# Ghiyath al-Din Tughluq
Ghiyath al-Din Tughluq (tiếng Ba Tư: غیاث الدین تغلق) hay Ghazi Malik (غازی ملک ; Ghazi nghĩa là người đấu tranh cho Hồi giáo; mất ngày 1 tháng 2 năm 1325) là Sultan của Delhi từ năm 1320 đến năm 1325. Ông là Hồi vương đầu tiên của triều đại Tughluq cai trị Vương quốc Hồi giáo Delhi. Trong thời gian trị vì của mình, Ghiyath al-Din Tughluq đã thành lập thành phố Tughluqabad. Ông mất vào năm 1325 khi một gian nhà được xây dựng để vinh danh ông bị sụp đổ. Nhà sử học thế kỷ 14 Ibn Battuta cho rằng cái chết của Hồi vương là kết quả của một âm mưu chống lại ông. Ghiyath al-Din Tughluq được kế vị bởi con trai cả là Muhammad bin Tughluq.